# Georgette Koko
Georgette Koko (sinh ngày 16 tháng 3 năm 1953 ) là một chính trị gia người Gabon từng phục vụ trong chính phủ Gabon với tư cách là Phó Thủ tướng vì Môi trường từ tháng 1 năm 2006 đến tháng 10 năm 2009. Bà là Chủ tịch Hội đồng Kinh tế và Xã hội từ năm 2016.

## Cuộc đời và sự nghiệp
Koko sinh ra ở Makokou, nằm ở tỉnh Ogooué-Ivindo của Gabon. Sau khi học ở Gabon và sau đó ở Pháp, Koko bắt đầu làm việc tại Bộ Môi trường; bà được giao phụ trách nghiên cứu tại Trung tâm chống ô nhiễm quốc gia vào tháng 4 năm 1989 và trở thành Giám đốc Môi trường vào tháng 8 năm 1995. Sau đó, bà là cố vấn cho Tổng giám đốc Môi trường từ năm 2002 đến 2004, sau đó là cố vấn cho Bộ trưởng Bộ Môi trường bắt đầu từ năm 2004.
Koko được bổ nhiệm vào chính phủ làm Phó Thủ tướng vì Môi trường, Bảo vệ Thiên nhiên và Nghiên cứu và bàng nghệ vào ngày 21 tháng 1 năm 2006; trong bài đăng đó, bà đứng thứ hai trong chính phủ, chỉ sau Thủ tướng Jean Eyeghé Ndong. Danh mục đầu tư của bà đã được sửa đổi vào ngày 25 tháng 1 năm 2007, khi bà được bổ nhiệm làm Phó Thủ tướng về Môi trường, Bảo vệ Thiên nhiên và Đô thị, và một lần nữa vào ngày 29 tháng 12 năm 2007, khi bà được bổ nhiệm làm Phó Thủ tướng Chính phủ về Môi trường, Bảo vệ thiên nhiên, và phát triển bền vững.
Tại Đại hội thông thường lần thứ 9 của Đảng Dân chủ Gabon (PDG) vào tháng 9 năm 2008, Koko đã trở thành một trong những Phó Chủ tịch của đảng. Trong cuộc bầu cử Thượng viện tháng 1 năm 2009, bà là ứng cử viên PDG ở Quận đầu tiên của Makokou  và giành ghế.
Vào ngày 8 tháng 6 năm 2009, sau cái chết của Tổng thống Omar Bongo tại một bệnh viện ở Tây Ban Nha, Koko đã thông báo tin này cho người dân Gabon trên truyền hình, nói rằng ông đã chết vì một cơn đau tim. Bà nhấn mạnh tầm quan trọng của việc giữ gìn các thể chế nhà nước và kêu gọi người dân thể hiện sự đoàn kết và đoàn kết "nhân dịp đau đớn này".
Sau khi con trai của Bongo, Ali Bongo Ondimba, giành chiến thắng trong cuộc bầu cử tổng thống ngày 30 tháng 8 năm 2009, Koko đã bị cách chức khỏi chính phủ vào ngày 17 tháng 10 năm 2009. Koko sau đó phục vụ như một thượng nghị sĩ, vào tháng 4 năm 2012, bà được chỉ định làm Chủ tịch Nhóm Nghị viện PDG tại Thượng viện. Sau cuộc bầu cử Thượng viện tháng 12 năm 2014, Koko đã được bầu làm Phó Chủ tịch thứ hai của Thượng viện vào ngày 27 tháng 2 năm 2015. Một năm sau, vào ngày 10 tháng 3 năm 2016, bà được bổ nhiệm làm Chủ tịch Hội đồng Kinh tế và Xã hội.